# Puerto Vallarta Squeeze
Puerto Vallarta Squeeze è un film del 2004 diretto da Arthur Allan Seidelman.
Il film è uscito postumo alla morte di Jonathan Brandis a soli 27 anni.

## Trama
Nello splendido scenario della bellissima Puerto Vallarta, la vita di tre persone viene trascinata in un vortice di pericolose avventure. Avviene un duplice omicidio, un killer si trova in fuga ed una delle due vittime è un ufficiale della marina americana. Clayton Price è il sicario, un uomo molto pericoloso con un passato per niente rassicurante alla Cia, per la quale svolgeva missioni ad alto rischio, non riconosciute ufficialmente. Durante la sua fuga sul confine messicano incontra una coppia del posto, Danny e Luz, e la donna risulta molto attratta dal tenebroso killer. Intanto McGrane, capo operativo della Cia gestisce una spietata caccia all'uomo nei suoi confronti, mettendo così in pericolo anche la vita di Danny e Luz. 

## Critica
Il film è stato votato su Rotten Tomatoes con un punteggio del 30% da parte del pubblico.